# Éguzon-Chantôme
Éguzon-Chantôme ist eine französische Gemeinde mit 1314 Einwohnern (Stand 1. Januar 2022) im Département Indre in der Region Centre-Val de Loire; sie gehört zum Arrondissement Châteauroux und zum Kanton Argenton-sur-Creuse.
Nachbargemeinden von Éguzon-Chantôme sind Baraize im Norden, Cuzion im Nordosten, Saint-Plantaire im Osten, Crozant im Südosten, Saint-Sébastien im Süden, Parnac im Westen und Bazaiges im Nordwesten.

## Bevölkerungsentwicklung
| Jahr      | 1962 | 1968 | 1975 | 1982 | 1990 | 1999 | 2007 | 2018 |
| Einwohner | 1407 | 1482 | 1520 | 1459 | 1384 | 1373 | 1411 | 1365 |

## Verkehr
Der Bahnhof Éguzon liegt außerorts zwischen Éguzon und Argentières. Er wird im Regionalverkehr mit TER-Zügen bedient.

## Sehenswürdigkeiten

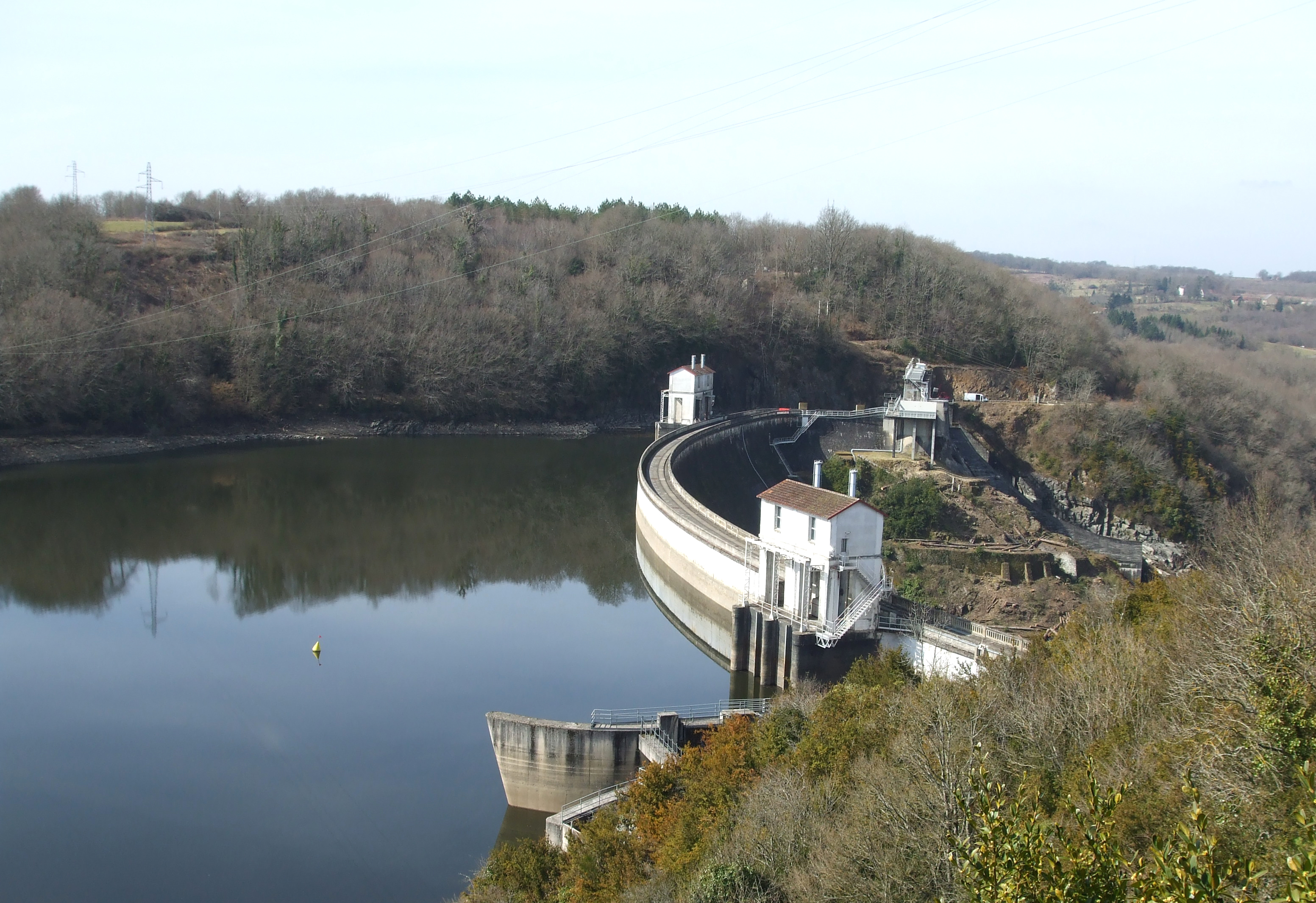
Staudamm

- Staudamm
- Schloss Éguson